# 维瓦赖-阿尔卑斯方言
维瓦赖-阿尔卑斯方言，又称罗讷-阿尔卑斯方言（法語：Rhodano-alpin）、普罗旺斯-阿尔卑斯方言（法語：Provençal-alpin）、加沃方言（法語：Gavot），是奥克语的一种方言，使用于法国沃莱地区、维瓦赖地区北部和多菲内地区南部，以及意大利南阿爾卑斯山脈东麓奥克谷地的大部分地区。“维瓦赖-阿尔卑斯”一名由皮埃尔·贝克于20世纪70年代所创。该方言曾长期被认为是普罗旺斯方言的一个次方言。